# サーティース・TS7
サーティース・TS7 (Surtees TS7) は、サーティースが1970年および1971年のF1世界選手権に投入したフォーミュラ1カー。ジョン・サーティース、シャハブ・アーメド、ピーター・コンニューによって設計された。

## レース戦績

### 1970-1971: サーティース
サーティースはジョン・サーティースがBRMを離脱した後に設立した彼自身のチームである。彼はマクラーレン・M7Cを購入し、TS7が完成するまでそれを使用した。TS7は1970年イギリスグランプリで、サーティース自身のドライブでデビューした。予選は19位で通過したが、決勝は油圧のトラブルでリタイアとなる。ドイツグランプリでは予選を15位で通過、決勝はエンジントラブルで終了したが、9位完走という記録である。オーストリアグランプリでは予選12位、決勝はエンジンブローでリタイアとなった。イタリアでは予選10位、決勝はスタート直後に電気系のトラブルでストール、リタイアとなった。カナダでは予選5位、決勝も5位に入る。アメリカグランプリではデレック・ベルがセカンドドライバーとして加わり、サーティースは予選8位、ベルは13位となる。決勝ではサーティースがエンジンブローでリタイア、ベルは6位で完走した。メキシコではサーティース1台体制に戻り、予選15位、決勝8位となった。
チーム・サーティースはコンストラクターズチャンピオンシップで3ポイントを獲得し、ランキング8位となった。
1971年南アフリカグランプリでチーム・サーティースはTS9をサーティースに与え、ブライアン・レッドマンとロルフ・シュトメレンにTS7を与えた。シュトメレンは予選15位、レッドマンは17位となった。決勝はシュトメレンが12位、レッドマンは7位となった。次戦スペインからチームはすべてのマシンをTS9に切り替えた。
チーム・サーティースはコンストラクターズチャンピオンシップで8ポイントを獲得し、2年目のシーズンもランキング8位となった。

### 1971: スティヒティング・オートレーシズ・ネーダーラント
スティヒティング・オートレーシズ・ネーダーラントはサーティースからTS7を購入し、地元ドライバーであるジィズ・ヴァン・レネップを起用して1971年オランダグランプリに参戦した。ヴァン・レネップは予選21位、決勝8位を記録した。

## F1における全成績
(key) （斜体はファステストラップ）
| 年      | チーム                                                    | エンジン                      | タイヤ | ドライバー               | 1   | 2   | 3   | 4   | 5   | 6   | 7   | 8   | 9   | 10  | 11  | 12  | 13  | ポイント | 順位 |
| ------- | --------------------------------------------------------- | ----------------------------- | ------ | ------------------------ | --- | --- | --- | --- | --- | --- | --- | --- | --- | --- | --- | --- | --- | -------- | ---- |
| 1970年  | チーム・サーティース                                      | フォード コスワースDFV 3.0 V8 | F      |                          | RSA | ESP | MON | BEL | NED | FRA | GBR | GER | AUT | ITA | CAN | USA | MEX | 3        | 8位  |
| 1970年  | チーム・サーティース                                      | フォード コスワースDFV 3.0 V8 | F      | ジョン・サーティース     |     |     |     |     |     |     | Ret | 9   | Ret | Ret | 5   | Ret | 8   | 3        | 8位  |
| 1970年  | チーム・サーティース                                      | フォード コスワースDFV 3.0 V8 | F      | デレック・ベル           |     |     |     |     |     |     |     |     |     |     |     | 6   |     | 3        | 8位  |
| 1971年  | アウト・モトール・ウント・シュポルト チーム・サーティース | フォード コスワースDFV 3.0 V8 | F      |                          | RSA | ESP | MON | NED | FRA | GBR | GER | AUT | ITA | CAN | USA |     |     | 8*       | 8位  |
| 1971年  | アウト・モトール・ウント・シュポルト チーム・サーティース | フォード コスワースDFV 3.0 V8 | F      | ロルフ・シュトメレン     | 12  |     |     |     |     |     |     |     |     |     |     |     |     | 8*       | 8位  |
| 1971年  | チーム・サーティース                                      | フォード コスワースDFV 3.0 V8 | F      | ブライアン・レッドマン   | 7   |     |     |     |     |     |     |     |     |     |     |     |     | 8*       | 8位  |
| 1971年  | スティヒティング・オートレーシズ・ネーダーラント          | フォード コスワースDFV 3.0 V8 | F      | ジィズ・ヴァン・レネップ |     |     |     | 8   |     |     |     |     |     |     |     |     |     | 8*       | 8位  |
| Source: |                                                           |                               |        |                          |     |     |     |     |     |     |     |     |     |     |     |     |     |          |      |

* すべてのポイントをサーティース・TS9が獲得した。

## ノンタイトル戦における全成績
(key) （太字はポールポジション）
（斜体はファステストラップ）
| 年     | チーム                                                    | エンジン                      | タイヤ | ドライバー           | 1   | 2   | 3   | 4   | 5   | 6   | 7   | 8   |
| ------ | --------------------------------------------------------- | ----------------------------- | ------ | -------------------- | --- | --- | --- | --- | --- | --- | --- | --- |
| 1970年 | チーム・サーティース                                      | フォード コスワースDFV 3.0 V8 | F      |                      | ROC | INT | OUL |     |     |     |     |     |
| 1970年 | チーム・サーティース                                      | フォード コスワースDFV 3.0 V8 | F      | ジョン・サーティース |     |     | 1   |     |     |     |     |     |
| 1971年 | アウト・モトール・ウント・シュポルト チーム・サーティース | フォード コスワースDFV 3.0 V8 | F      |                      | ARG | ROC | QUE | SPR | INT | RIN | OUL | VIC |
| 1971年 | アウト・モトール・ウント・シュポルト チーム・サーティース | フォード コスワースDFV 3.0 V8 | F      | ロルフ・シュトメレン | 12  |     |     |     |     |     |     |     |

## 参照
1. ↑  “Surtees TS7”.   Stats F1. 2016年7月9日閲覧。
2. ↑  “Surtees Ford”.   Jonathan Davies. 2016年7月9日閲覧。
3. ↑  “Grand Prix results, British GP 1970”. grandprix.com. 2016年7月7日閲覧。
4. ↑  “Grand Prix results, German GP 1970”. grandprix.com. 2016年7月7日閲覧。
5. ↑  “Grand Prix results, Austrian GP 1970”. grandprix.com. 2016年7月7日閲覧。
6. ↑  “Grand Prix results, Italian GP 1970”. grandprix.com. 2016年7月7日閲覧。
7. ↑  “Grand Prix results, Canadian GP 1970”. grandprix.com. 2016年7月7日閲覧。
8. ↑  “Grand Prix results, United States GP 1970”. grandprix.com. 2016年7月7日閲覧。
9. ↑  “Grand Prix results, Mexican GP 1970”. grandprix.com. 2016年7月7日閲覧。
10. ↑  “Grand Prix results, South African GP 1971”. grandprix.com. 2016年7月7日閲覧。
11. ↑  “Grand Prix results, Dutch GP 1970”. grandprix.com. 2016年7月7日閲覧。
12. ↑  Small, Steve (1994). The Guinness Complete Grand Prix Who's Who. Guinness. pp. 52, 309, 227, 363 and 371. ISBN 0851127029